# Leptoquark
Leptoquarks (LQs) são partículas hipotéticas que interagiriam com quarks e léptons. Esta partícula tem a capacidade única de se decompor em quarks e leptons simultaneamente.
Leptoquarks são bósons tripletos coloridos que carregam números leptônicos e bárions. Seus outros números quânticos, como spin, carga elétrica (fracionária) e isospin fraco variam entre as teorias.
Em março de 2021, houve alguns relatos sugerindo a possível existência de leptoquarks como uma diferença inesperada em como os quarks de beleza decaem para criar elétrons ou múons. A medição foi feita com uma significância estatística de 3,1σ, que está bem abaixo do nível 5σ que geralmente é considerado uma descoberta.

## Modelo Padrão
De acordo com o modelo padrão, os quarks de beleza devem decair em números iguais de partículas de elétron e múon. Em vez disso, o processo produz mais elétrons do que múons. Uma possível explicação é que um leptoquark estava envolvido no processo de decaimento e facilitou a produção de elétrons.